# JS Saint-Pierroise
El Jeunesse Sportive Saint-Pierroise es un equipo de fútbol de Reunión que juega en la Primera División de las Islas Reunión, la máxima categoría de fútbol en el departamento de ultramar de Francia.

## Historia
Fue fundado en 1956 en la isla de Saint-Pierre y es el equipo más ganador en la historia de Reunión, ganando 21 torneos de liga, 11 copa locales y 3 copas menores. Ha participado en las competencias de la Federación Francesa de Fútbol, donde ha ganado 2 series de eliminación.

## Palmarés
- Primera División de las Islas Reunión: 21

1956, 1957, 1959, 1960, 1961, 1971, 1972, 1973, 1975, 1976, 1978, 1989, 1990, 1993, 1994, 2008, 2015, 2016-17, 2017, 2018, 2019
- Copa de las Islas Reunión: 11

1959, 1962, 1971, 1980, 1984, 1989, 1992, 1993, 1994, 2018, 2019
- Copa D.O.M: 3

1990, 1991, 1995

## Participación en competiciones de la CAF
| Temporada | Torneo                            | Ronda      | Club                 | Casa  | Visita | Global  |
| --------- | --------------------------------- | ---------- | -------------------- | ----- | ------ | ------- |
| 1994      | Copa Africana de Clubes Campeones | Preliminar | Mbabane Swallows     | 4-0   | 2-2    | 6-2     |
| 1994      | Copa Africana de Clubes Campeones | 1          | CD Costa do Sol      | 3-2   | 0-2    | 3-4     |
| 1995      | Copa Africana de Clubes Campeones | 1          | RLDF                 | 4-0   | 2-2    | 6-2     |
| 1995      | Copa Africana de Clubes Campeones | 2          | Ismaily SC           | 1-3   | 0-5    | 1-8     |
| 1997      | Liga de Campeones de la CAF       | 1          | Sunrise Flacq United | 3-0   | 0-1    | 3-1     |
| 1997      | Liga de Campeones de la CAF       | 2          | Club Africain        | 0-5   | 1-6    | 1-11    |
| 2002      | Copa CAF                          | 1          | AS ADEMA             | 2-1   | 0-1    | 2-2 (a) |
| 2007      | Liga de Campeones de la CAF       | Preliminar | GD Maputo            | w.o.1 | w.o.1  | w.o.1   |

1- JS Saint-Pierroise abandonó el torneo.

## El Equipo en la Estructura del Fútbol Francés
- Copa de Francia: 5 apariciones

1964/65, 1971/72, 1976/77, 1977/78, 1989/90
- Series Ganadas:

1977/78 JS Saint-Pierroise 3-1 FC Yonnais (ronda 7)
1989/90 JS Saint-Pierroise 1-1 Le Mans UC 72 (aet), (ronda 8)

## Jugadores

### Jugadores destacados
| - Roger Milla - Pius N'Diefi - Quentin Boesso - Thierry Crétier - Jean-Pascal Fontaine - Guillaume Hoarau - Jean-Pierre Papin - Dimitri Payet - Florent Sinama-Pongolle - Jimmy Cundasami | - Lalaina Nomenjanahary - El Fardou Ben Nabouhane - Didier Agathe - Jean-Pascal Fontaine - Salomon Kehi - Bernard Lacollay - Jimmy Leveneur - Willy Robert - Serge Ulentin - Djibril Cissé |